# ۴-اتیل‌فنول
اتیل فنول-۴ (به انگلیسی: 4-Ethylphenol) با فرمول شیمیایی C۸H۱۰O یک ترکیب شیمیایی است. که جرم مولی آن ۱۲۲٫۱۶ g/mol می‌باشد. شکل ظاهری این ترکیب، جامد سفید است.